# Fernando Furlanetto
Fernando Furlanetto (São João da Boa Vista, 5 de março de 1897 — 20 de abril de 1975) foi um escultor brasileiro.
Fez seus estudos de escultura, arquitetura, desenho e anatomia na cidade de Pietra Santa, na Itália. Lá recebeu Medalha de Prata num concurso realizado pela “Academia das Belas Artes Italiana”.
De volta ao Brasil, foi em São João da Boa Vista que se instalou e produziu todas as suas obras esculturais que enriquecem a cidade e região com um imenso patrimônio artístico localizado principalmente na Catedral e no Cemitério.
Poucas são as obras ornamentais próprias para a decoração ou para colecionadores. Suas esculturas, na maioria são figuras sacras, encomendas que receberia para serem colocadas em altares de igrejas e, segundo costume da época em túmulos o que transformou o cemitério de São João da Boa Vista, num imenso e belo museu a céu aberto.

## A Semana de Arte

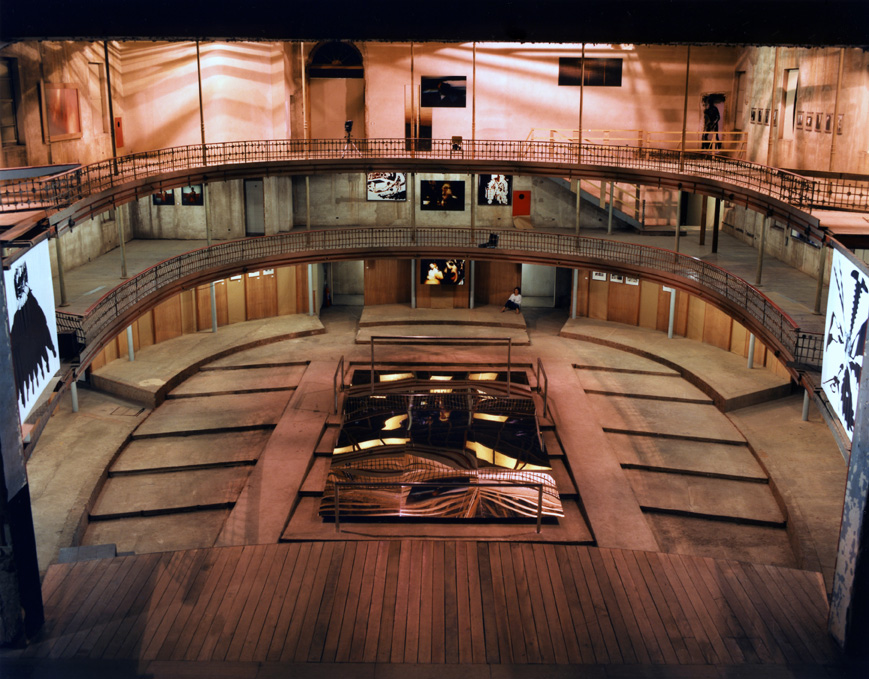
Semana de Arte Fernando Furlanetto em 1999

A Semana Fernando Furlanetto foi criada após uma exposição em 1997, como comemoração do centenário do artista Fernando Furlanetto. Teve como curador Antônio Carlos Rodrigues Lorette. Foi visitada por mais de 8 mil pessoas, um número expressivo em uma cidade de 80 mil habitantes.
Em 1998 realizou-se sob a curadoria da artista plástica Samantha Moreira, que imprimiu um perfil contemporâneo ao evento. Foi realizado no então semiabandonado, Teatro Municipal da cidade. Foram expostos trabalhos de Fernando de Bittencourt, Mauro Restiffe, Rogério Ghomes, Vânia Mignone, Sylvia Furegatti, Samanta Moreira, Tonico Lemos, Benê Trevisan, Kiko Goifman, Alexandra Lima e Landa Costa.
Em 1999 o fotografo Alfredo Nagib Filho – Fritz foi o curador da sua segunda edição, enfocando a arte fotográfica. A exposição continuou sendo realizada no Teatro Municipal de São João da Boa Vista. Foram expostos trabalhos dos artistas: Fritz, Melissa Klitzke, Mauro Restiffe, Rosângela Rennó, Edgard de Souza, Rafael Assef, Maria de Lourdes Germano, José de Paiva Filho, Gabriela Oliveira, Thomaz Farkas, Cássio Vasconcelos, André Feliciano, Miguel Rio Branco, Regina Silveira, Vik Muniz, Luix de Oliveira, Michael Mathias Moreira, Ronaldo Marin, Paula Trope, Arnaldo Pappalardo, Egberto Nogueira, João Sibin Júnior, Ana Maria Tavares, Rubens Mano, Clóvis Vieira e Ricardo Rodrigues.

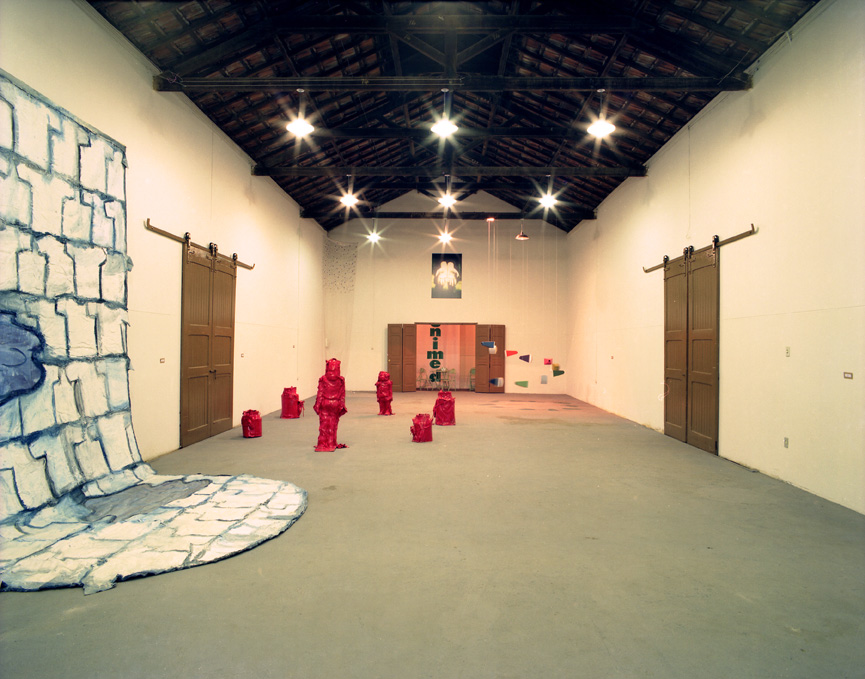
Semana de Arte Fernando Furlanetto no ano 2000

A terceira edição, realizada em 2000, teve como curadora Flávia Almeida Noronha Carioca. A exposição foi realizada em um antigo armazém restaurado da estação ferroviária, transformado na sala de exposição Fernando Arrigucci. Participaram da semana artistas das mais diversas áreas, que trabalharam com várias linguagens, da pintura ao vídeo: Daniel Acosta, Albano Afonso, Leda Catunda, Sandra Cinto, Patrícia Cividanes, Edson Elídio, André Feliciano, Fritz, Maria Germano, Lucia Koch, Marepe, Samantha Moreira, José de Paiva, Pazé, Marcelo Peres, Mário Ramiro, Mauro Restiffe, Sérgio Romagnolo, Wagner M. Tavares e Marici Valim.
A quarta edição, realizada em 2001, tendo como curadora Vânia Palomo e como tema Transformação da Arte. Teve como objetivo enfocar a escultura, redesenhando sua trajetória através do tempo. Paralelamente à exposição, aconteceram palestras e workshops.
Já em 2003, na sua sexta edição, a jornalista e crítica de arte Juliana Monachesi foi a curadora e adotou como tema A Casa Onírica.

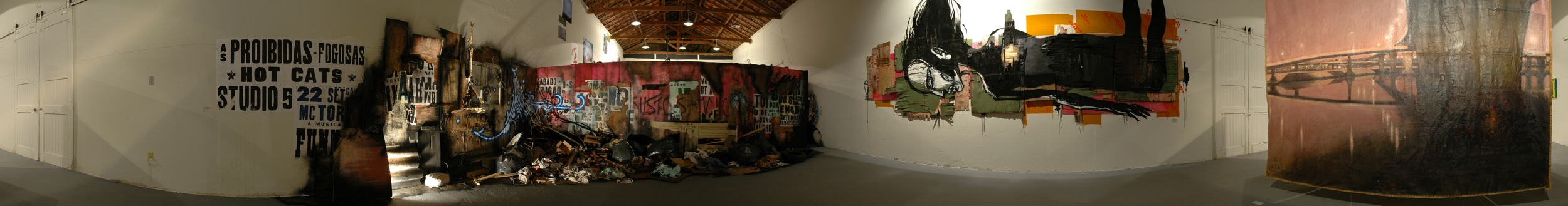
IX Semana de Arte Fernando Fulanetto (2008)

No ano de 2005, aconteceu a oitava edição da Semana de Arte. Antonio Carlos Rodrigues Lorette foi o curador da exposição que apresentou obras do escultor Fernando Furlanetto.
Em 2008, a Semana volta a acontecer. Sob curadoria de Cristiano Censoni, produção de Renata Maniassi e realização da Coimbra Consultoria, a IX Fernando Furlanetto foi o primeiro evento na cidade realizado com recursos captados através das leis federais de incentivo à cultura. Sob o tema "O indivíduo exposto", a exposição exibiu uma mescla de trabalhos de artistas consagrados, jovens promessas, e artistas do chamado street art, divididos em três salas (Máscara, Sombra e EU) além de inúmeras intervenções urbanas, com obras girando em torno do indivíduo contemporâneo.

## Obras

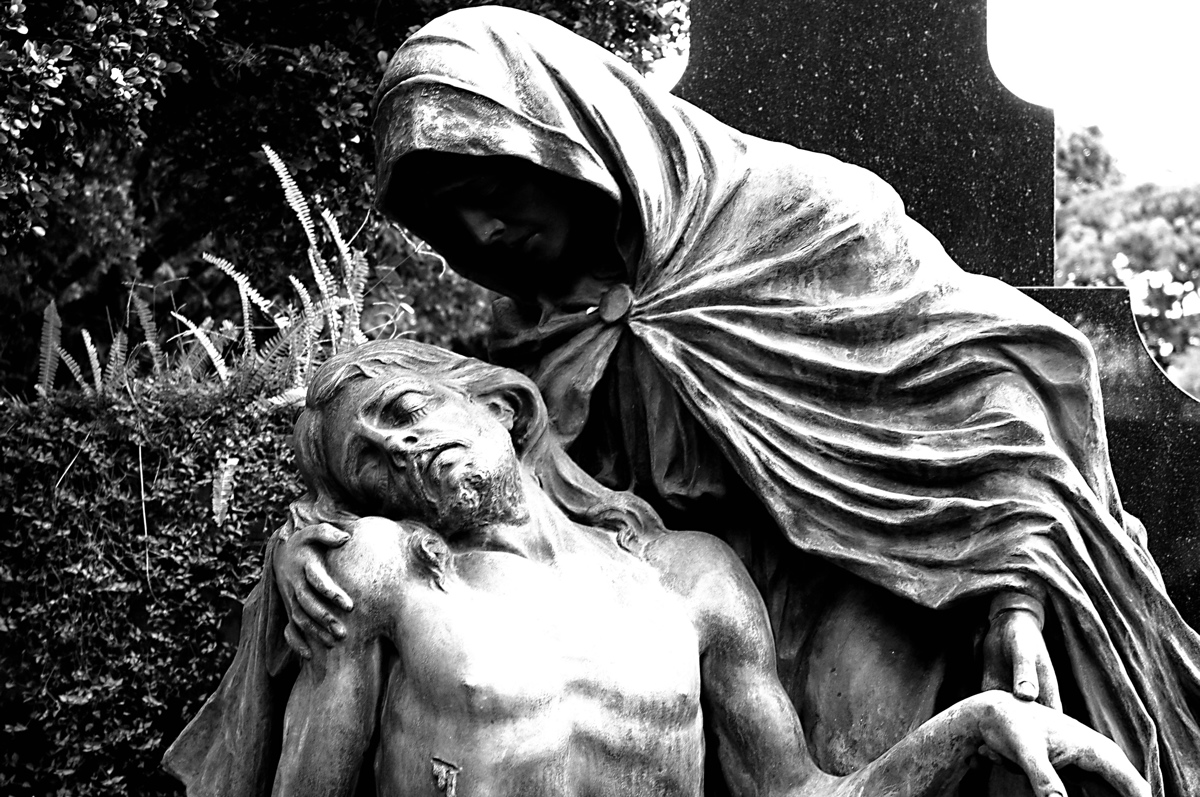
Piedade

- Monumento funerário de Dina e Angelina de Oliveira Bueno.
- Caridade (escultura).
- Piedade.
- Capela funerária do Cel. Cristiano Osório de Oliveira.
- Capela do Santíssimo (portal em ferro).
- Bailarina.
- Volúpia.